# Col Agnel
Der Col Agnel (franz. Col Agnel, ital. Colle dell'Agnello) ist ein 2744 m hoher Pass auf der Grenze zwischen Frankreich und Italien in den Cottischen Alpen.

## Beschreibung
Der Col Agnel / Colle dell'Agnello (SG 2-3) ist der höchste Grenzpass der Alpen und nach dem Col de l’Iseran und dem Stilfser Joch der dritthöchste asphaltierte Alpenpass.
Er verbindet das französische Queyras (Département Hautes-Alpes) mit dem italienischen Varaitatal (Provinz Cuneo, Region Piemont). Von der südlichen, italienischen Seite führt die Straße SP 251 von Pontechianale kommend auf den Pass, von der nördlichen, französischen Seite die Straße D 205. Die letzte Ortschaft auf französischer Seite ist Fontgillarde.

## Der Col Agnel / Colle dell'Agnello bei Radrennen
2008 überquerte der Streckenverlauf der Tour de France den Pass auf dem Weg nach Prato Nevoso. 2011 wurde der Col Agnel auf der 18. Etappe von Süden aus erklommen. Der Col Agnel wurde in die höchste Kategorie (HC) eingestuft.
Beim Giro d’Italia 2016 war der Colle dell’Agnello die höchste Bergwertung der Strecke, an dem die Cima Coppi dafür vergeben wurde
.

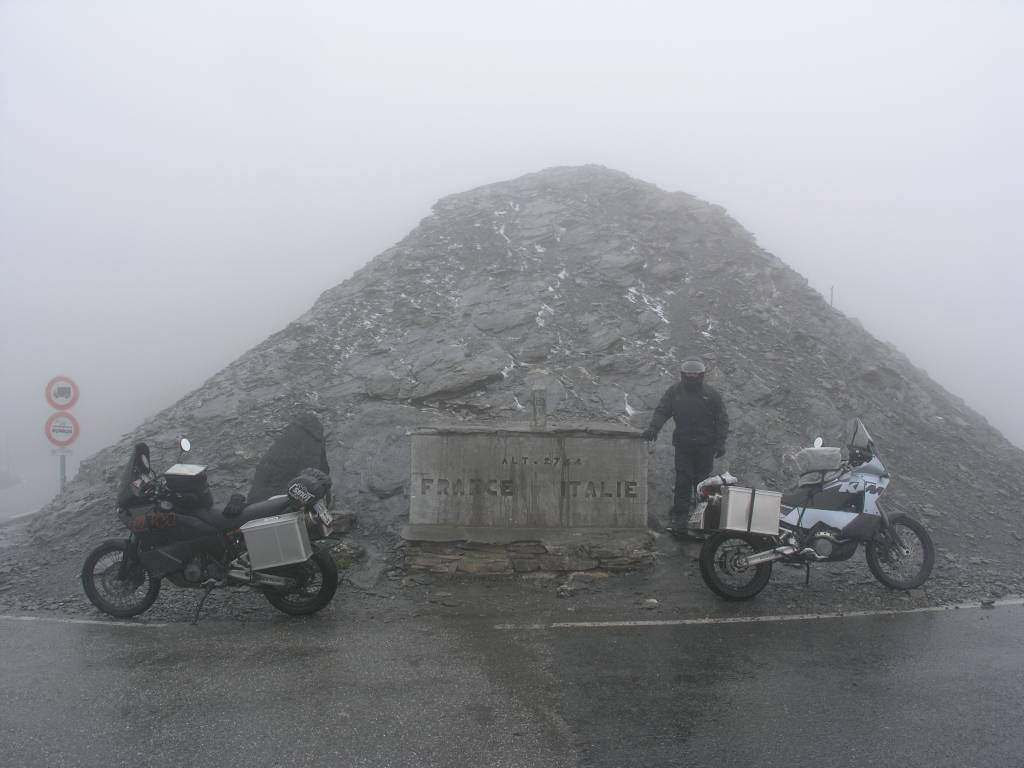
Die Passhöhe bei 2 °C und Schneeregen